# Сиди-Бель-Аббес (вилайет)
Си́ди-Бель-Аббе́с (араб. ولاية سيدي بلعباس‎) — вилайет в северо-западной части Алжира.
Административный центр вилайета — город Сиди-Бель-Аббес.

## Географическое положение
Вилайет Сиди-Бель-Аббес расположен в горах Телль-Атлас, недалеко от границы с Марокко.
Сиди-Бель-Аббес граничит с вилайетами Оран на севере, Маскара и Саида на востоке, Наама на юге, Тлемсен и Айн-Темушент на западе.

## Административное деление
Вилайет разделен на 15 округов и 52 коммуны.

### Округа
1. Айн-эль-Берд (Aïn El Berd)
2. Бен-Бадис (Ben Badis)
3. Мархум (Marhoum)
4. Мерин (Mérine)
5. Мостефа-Бен-Брахим (Mostefa Ben Brahim)
6. Мулай-Слиссен (Moulay Slissen)
7. Рас-эль-Ма (Ras El Ma)
8. Сфисеф (Sfisef)
9. Сиди-Али-Бениуб (Sidi Ali Benyoub)
10. Сиди-Али-Буссиди (Sidi Ali Boussidi)
11. Сиди-Бель-Аббес (Sidi Bel Abbès)
12. Сиди-Лахсен (Sidi Lahcène)
13. Телаг (Télagh)
14. Тенира (Ténira)
15. Тессала (Téssala)

## Экономика и промышленность
Экономика вилайета ориентирована на сельское хозяйство, прежде всего производство зерна. В городе Сиди-Бель-Аббес имеются предприятия пищевой и электронной промышленности.